# Maling Peak
Der Maling Peak ist ein 430 m hoher Berg an der Südküste von Coronation Island im Archipel der Südlichen Orkneyinseln. Er ist der südlichere zweier markanter Berge, die 800 m nordwestlich des Kap Vik aufragen.
Wissenschaftler der britischen Discovery Investigations nahmen 1933 grobe Vermessungen des Bergs vor. Das UK Antarctic Place-Names Committee benannte ihn 1955 nach Derek Hilton Maling (1923–1998), Meteorologe des Falkland Islands Dependencies Survey auf Signy Island in den Jahren 1948 und 1949, der an Triangulationsvermessungen von Signy Island und der Südküste von Coronation Island beteiligt war.